# تم نه تبره (توبره)
تم نه تبره (توبره) مربوط به دوران‌های تاریخی پس از اسلام است و در شهرستان جیرفت، روستای چمک فردوس واقع شده و این اثر در تاریخ ۱۹ اسفند ۱۳۸۰ با شمارهٔ ثبت ۴۸۹۵ به‌عنوان یکی از آثار ملی ایران به ثبت رسیده‌است.